# Rupert Graf zu Stolberg-Stolberg

Bischofswappen von Rupert Graf zu Stolberg

Rupert Ferdinand Carl Thaddäus Antonius Maria Graf zu Stolberg-Stolberg (* 29. Juli 1970 in Salzburg) ist ein deutscher römisch-katholischer Geistlicher und Weihbischof im Erzbistum München und Freising.

## Familie
Rupert Graf zu Stolberg-Stolberg stammt aus dem Adelsgeschlecht Stolberg. Er ist der jüngste von vier Söhnen aus der Ehe von Georg Graf zu Stolberg-Stolberg (1927–2011) und Marie-Gabrielle Gräfin zu Stolberg-Stolberg geb. Freiin von und zu Franckenstein (* 1931), die mütterlicherseits aus dem fürstlichen Hause Schönburg-Hartenstein stammt. Sein Bruder Ferdinand (1964–1970) starb im Alter von nur fünf Jahren.

## Leben
Rupert Graf zu Stolberg-Stolberg wuchs in Passau auf. Nach seinem Abitur am Gymnasium Leopoldinum 1990 arbeitete er in einer mexikanischen Indio-Mission und begann anschließend ein Medizinstudium, wechselte aber zur Katholischen Theologie und trat 1998 in das Erzbischöfliche Priesterseminar St. Johannes der Täufer des Erzbistums München und Freising ein. Nach Abschluss als Diplom-Theologe war er 2001 bis 2003 im oberbayrischen Pfarrverband Schönberg als Diakon tätig. Am 28. Juni 2003 empfing er im Freisinger Mariendom die Priesterweihe und feierte im Juli 2003 die Primiz in der Passauer Wallfahrtskirche Mariahilf.
2003 wurde er Kaplan in der Pfarrei St. Michael im Münchner Stadtteil Perlach am Pfanzeltplatz. Von 2005 bis 2011 war er Erzbischöflicher Sekretär von Friedrich Kardinal Wetter (2005–2008) und Reinhard Kardinal Marx (2008–2011). Von 2011 bis 2012 war er im Personalressort des Erzbischöflichen Ordinariats als Fachbereichsleiter für die Priester der Seelsorgsregionen Nord und Süd zuständig. Seit 2011 ist er Domvikar, seit 2013 Domkapitular. Am 1. Januar 2013 folgte Graf zu Stolberg dem emeritierten Weihbischof Engelbert Siebler als Bischofsvikar für die Seelsorgsregion München nach und wurde am 21. Januar in der Bürgersaalkirche in sein Amt eingeführt. 2023 wechselte er in die Seelsorgsregion Süd der Erzdiözese. 
2013 wurde Rupert Graf zu Stolberg von Kardinal-Großmeister Edwin Frederick Kardinal O’Brien zum Komtur des Ritterordens vom Heiligen Grab zu Jerusalem ernannt und am 28. September 2013 in Jerusalem durch Fouad Twal, den Lateinischen Patriarchen von Jerusalem und Großprior des Ritterordens, investiert. 2018 erfolgte die Ernennung zum Großoffizier. Seit 2019 ist er in Nachfolge von Abt Hermann Josef Kugler OPraem Prior der Ordensprovinz Bayern.
Papst Franziskus ernannte ihn am 28. Oktober 2016 zum Titularbischof von Sassura und zum Weihbischof im Erzbistum München und Freising. Die Bischofsweihe spendete ihm Erzbischof Reinhard Kardinal Marx am 10. Dezember desselben Jahres im Liebfrauendom; Mitkonsekratoren waren Friedrich Kardinal Wetter, emeritierter Erzbischof von München und Freising, sowie Bernhard Haßlberger, Weihbischof im Erzbistum München und Freising. Der Wahlspruch von Rupert Graf zu Stolberg für sein Bischofsamt lautet: Spiritus virtutis, dilectionis et sobrietatis – „Geist der Kraft, der Liebe und der Besonnenheit“ (2 Tim 1,7 ). Das Bischofswappen zeigt den Freisinger Mohrenkopf als Symbol für das Erzbistum München und Freising, Fisch und Schlüssel im Wappen symbolisieren den heiligen Benno als Münchens Stadtpatron. Der Meeresstern in seinem Wappen steht für den sel. Pater Rupert Mayer. Hinzu kommt ein schwarzer Hirsch auf goldenem Grund, das Wappentier der Familie Stolberg.
Rupert Graf zu Stolberg-Stolberg ist seit 2017 Mitglied des Aufsichtsrates des Institutes zur Förderung publizistischen Nachwuchses (ifp) und Mitglied des Sprecherrates im Münchner Rat der Religionen. In der Deutschen Bischofskonferenz gehört zu Stolberg der Publizistischen Kommission und der Migrationskommission an.

## Ehrungen
- Ehrendomvikar (2008)
- Ehrenmitglied der katholischen Studentenverbindung KDStV Aenania München im CV (2011)